# Bythaelurus giddingsi
Bythaelurus giddingsi es una especie de elasmobranquio carcarriniforme de la familia Scyliorhinidae.